# Youngofiber
Youngofiber — вимерлий рід бобрів з міоценових Китаю та Японії.